# Lissodendoryx paucispinata
Lissodendoryx paucispinata är en svampdjursart som först beskrevs av Ridley och Arthur Dendy 1886.  Lissodendoryx paucispinata ingår i släktet Lissodendoryx och familjen Coelosphaeridae.
Artens utbredningsområde är havet utanför Papua Nya Guinea. Inga underarter finns listade i Catalogue of Life.